# Muro di Sormano

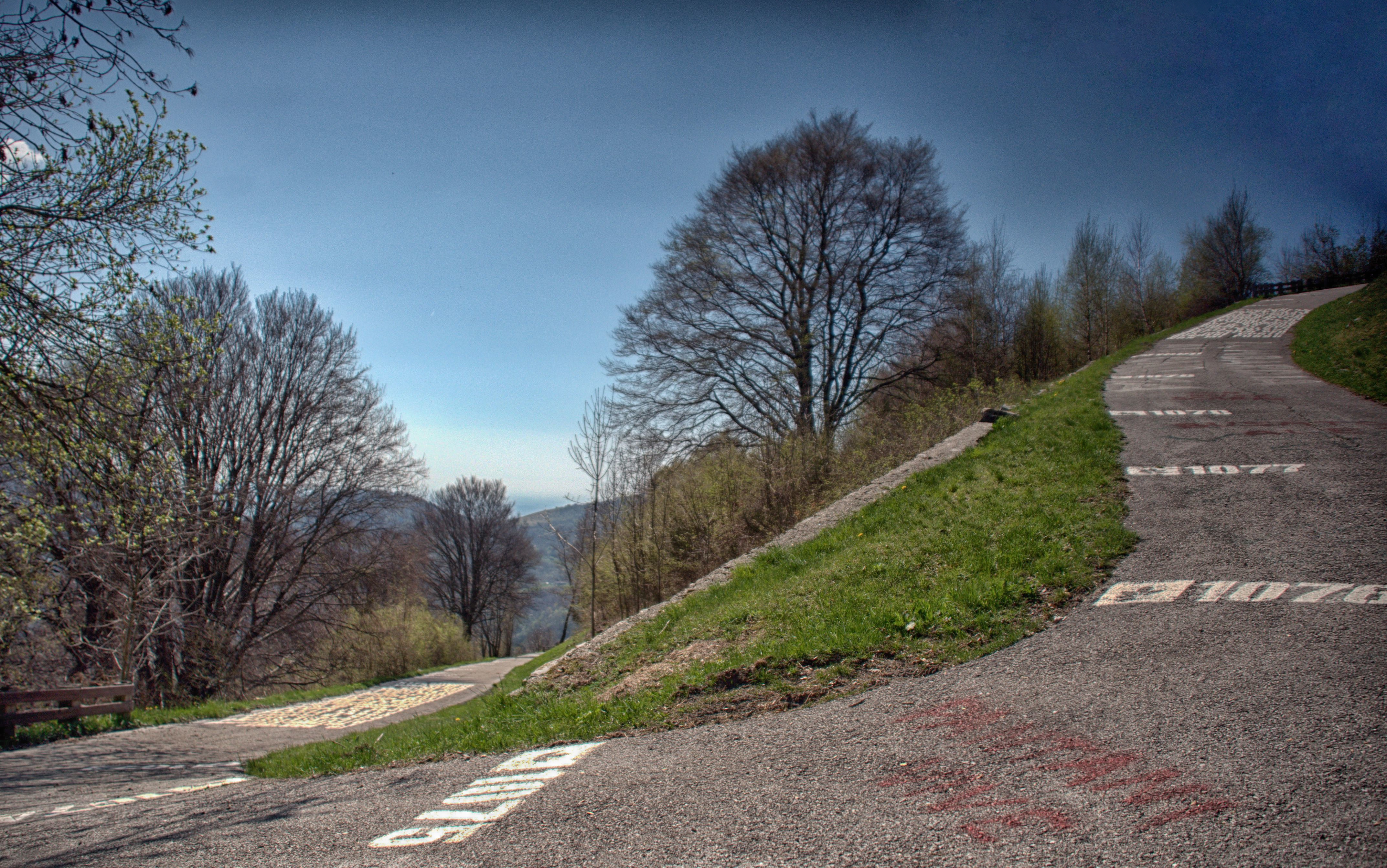
Oberer Abschnitt der Muro di Sormano auf

Als Muro di Sormano (italienisch für Mauer von Sormano) wird ein sehr steiler Radsport-Anstieg westlich der lombardischen Gemeinde Sormano in Italien bezeichnet. Die Auffahrt ist ein kürzerer Nebenzweig der Ostrampe, die nördlich der Ortschaft Asso zum 1124 m s.l.m. hohen Bergpass Colma di Sormano führt. Die Passauffahrt ist über mehrere Jahre Bestandteil der Lombardei-Rundfahrt und gehört aufgrund ihres extremen Profils zu den steilsten Abschnitten in einem Profi-Radrennen.

## Beschreibung

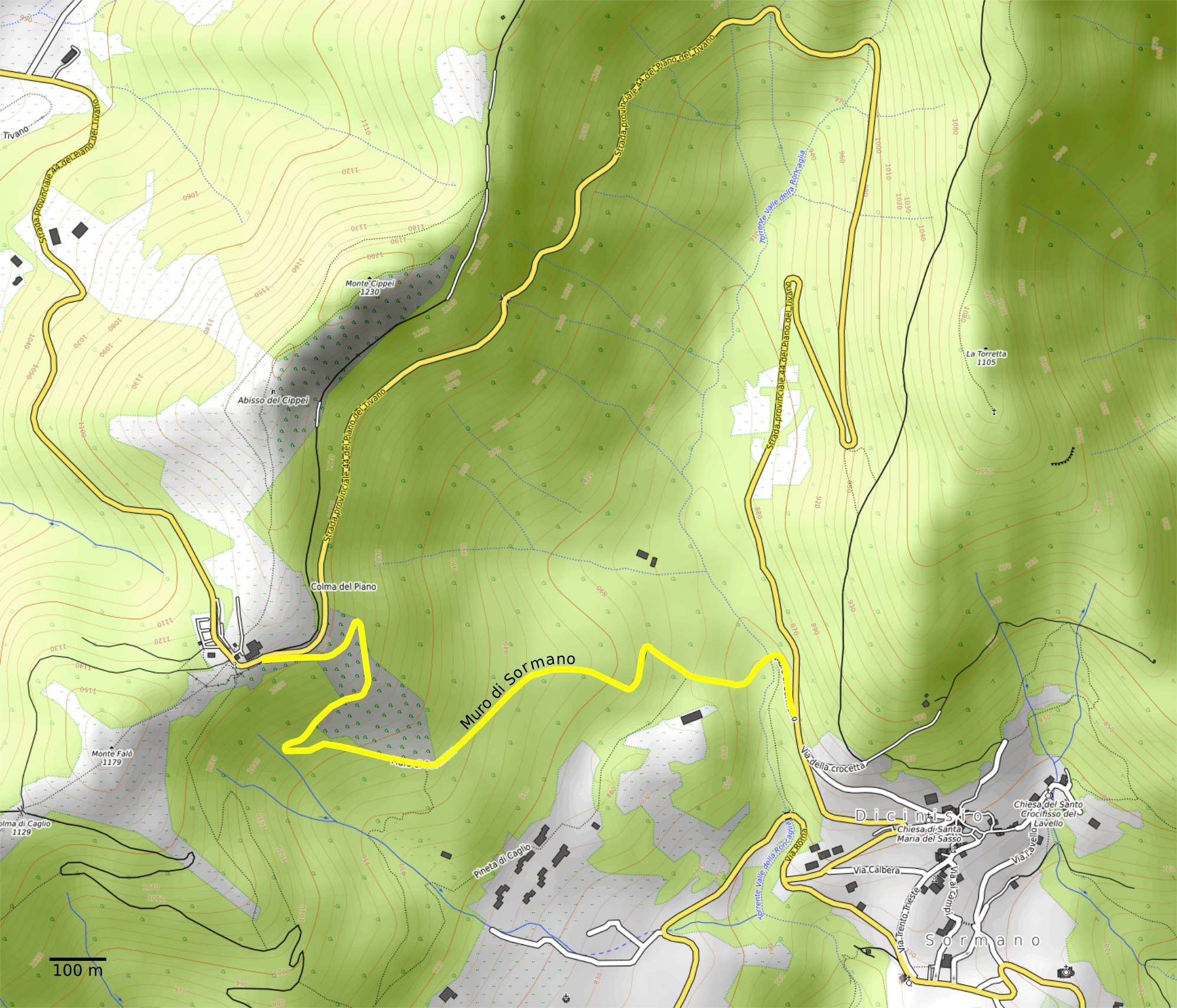
Straßenverlauf der Muro di Sormano, nördlich davon die alternative Rampe der Strada provinciale Nummer 44

Nördlich der Ortschaft Sormano zweigt auf 820 m s.l.m. die Muro di Sormano in westliche Richtung von der Provinzstraße SP44 ab. Diese Abzweigung ist mit einem großen Pfeil am Straßenrand gekennzeichnet, der neben dem Namen „Muro di Sormano“ ein steil aufgerichtetes Fahrrad zeigt. Der Verlauf der Strecke weist nur an zwei Stellen echte Spitzkehren auf und ist ansonsten leicht kurvig, teilweise geradeaus. Wenige Meter unterhalb des Passes Colma di Sormano trifft die Muro di Sormano nach 1,9 Kilometern auf 1116 m s.l.m. wieder auf die SP44, welche für die Überwindung desselben Höhenunterschiedes von 344 Meter bis zum Pass 4,2 Kilometer und zwei Spitzkehren benötigt. Damit verfügt die Muro di Sormano über einen durchschnittlichen Steigungsgradienten von 15,8 % und weist Steigungsmaxima von bis zu 27 % auf. Das Profil ist ohne Flachpassagen durchgängig ansteigend; lediglich die Steigungsprozente variieren.
Die überwiegend durch bewaldetes Gebiet verlaufende Straße ist vollständig asphaltiert. Seit der Renovierung der Straßendecke und der Wiedereröffnung 2006 ist der Abschnitt für den motorisierten Verkehr gesperrt. Die Straße ist mit verschiedenen Zitaten von Radsportlern als Motivationsparolen bemalt. Gleichzeitig ist jeder Höhenmeter auf dem Asphalt beschriftet – an den steilsten Abschnitten verringern sich die Abstände der Höhenmeter-Markierungen auf unter vier Meter. Eines der Zitate stammt vom italienischen Rennradfahrer Gino Bartali und lautet:

„Un passista non ha alternative. Deve arrivare ai piedi del muro con almeno dieci minuti di vantaggio così poi, se lo fa a piedi impiegando un quarto d’ora di più di quelli che lo faranno in bici, arriverà in cima con cinque o sei minuti di ritardo e potrà ancora sperare.“

„Ein Rouleur hat keine Alternative. Am Fuße der Mauer angekommen, muss er mindestens zehn Minuten Vorsprung haben, denn sollte er sie zu Fuß bewältigen müssen und dafür eine Viertelstunde mehr benötigen als diejenigen, die im Sattel bleiben, kommt er mit fünf oder sechs Minuten Verspätung oben an, sodass er noch hoffen darf.“

Die Gestaltung des Straßenbelags mit den Zitaten, Bestzeiten, Höhenmeterkennzeichnungen und anderen grafischen Elementen wird auch als „Open Air Museum des historischen Radsports“ bezeichnet und wurde von einem spanischen Architekturbüro gestaltet.
Die steigungstechnisch deutlich moderatere Westrampe verbindet die Passhöhe mit der Ortschaft Nesso am Comer See.

## Bedeutung im Radsport
Die Muro di Sormano war in den Jahren 1960 bis 1962 erstmals Bestandteil des Eintagesrennens und Radsportklassikers Lombardei-Rundfahrt. Die Änderung im Streckenplan hatte der damalige Rennleiter Vicente Torriani kurzfristig geplant, um den in den Vorjahren zur Norm gewordenen Sprintankünften entgegenzuwirken und das Rennen selektiver zu gestalten. Trotz vielfachen Boykott-Drohungen ging am 16. Oktober 1960 das Rennen mit allen damaligen Favoriten über die Bühne.
1960 schaffte Arnaldo Pambianco den Anstieg in 11 Minuten 20 Sekunden, ein Jahr später Imerio Massignan in 10 Minuten 9 Sekunden, der 1961 das Rennen für sich entschied. In dieser Zeit dominierte der Radsportler Ercole Baldini diesen Anstieg, der 1962 mit 9 Minuten 24 Sekunden zum Rekordhalter des Aufstieges wurde. Baldini selbst beschrieb den Aufstieg als „bestialisch“. Wegen der enormen Steigung der damals noch nicht asphaltierten Straße und weil auch viele Radsportler durch die Fans zu Fall gebracht wurden, strich man diesen Abschnitt von der Rundfahrt. Nachdem die Straßendecke für 150.000 Euro renoviert und der Abschnitt 2006 wieder eröffnet worden war, nahm man aufgrund der Forderung vieler Radsportbegeisterter die Muro di Sormano 2012 wieder in das Rennen auf. In jenem Jahr schaffte Joaquim Rodríguez die Muro di Sormano in 9 Minuten 2 Sekunden.
Selbst Profi-Radrennfahrer wählen für die Rennen, bei denen die Muro di Sormano Bestandteil der Strecke ist, eine Übersetzung, die nahe am Verhältnis von 1:1 ist. So gab Alberto Contador an, eine Übersetzung von 36 zu 28 oder gar 30 zu wählen. Sein damaliger Teamchef Bjarne Riis kritisierte den Anstieg sogar als zu schwer und übertrieben, um für ein Rennen dieser Bedeutung eingebaut zu werden.
Den Rekord für den schnellsten Aufstieg der Muro di Sormano hält der italienische Hobby-Radsportler Matteo Cappè, der am 26. September 2009 im Rahmen eines Berg-Einzelzeitfahrens die Rampe in einer Zeit von 7 Minuten 38 Sekunden bewältigte, und damit eine Durchschnittsgeschwindigkeit von 13,3 km/h erreichte.
Am 26. Mai 2019 führte die 15. Etappe des Giro d’Italia 2019 von Ivrea nach Como über den Colma di Sormano, allerdings über die einfachere Variante auf der SP44 verbleibend.